# Église Notre-Dame-de-la-Nativité d'Alan
Pour les articles homonymes, voir Église Notre-Dame-de-la-Nativité.
L'église Notre-Dame-de-la-Nativité est une église catholique située à Alan, en France.

## Localisation
L'église est située en France dans le département français de la Haute-Garonne, sur la commune d'Alan en Comminges région Occitanie.

## Historique
Lorsque les évêques de Comminges s'établirent à Alan, ils y firent construire un château ainsi que cette église, qui date de la fin du XIIIe ou du début du XIVe siècle.
L'édifice est inscrit au titre des monuments historiques en 1926.